# 中林竹洞
中林 竹洞（なかばやし ちくとう、安永5年（1776年） - 嘉永6年3月20日（1853年4月27日））は、江戸時代後期の文人画家。幕末における文人画の理論的指導者、尊王家として知られる。尾張国の生まれ。

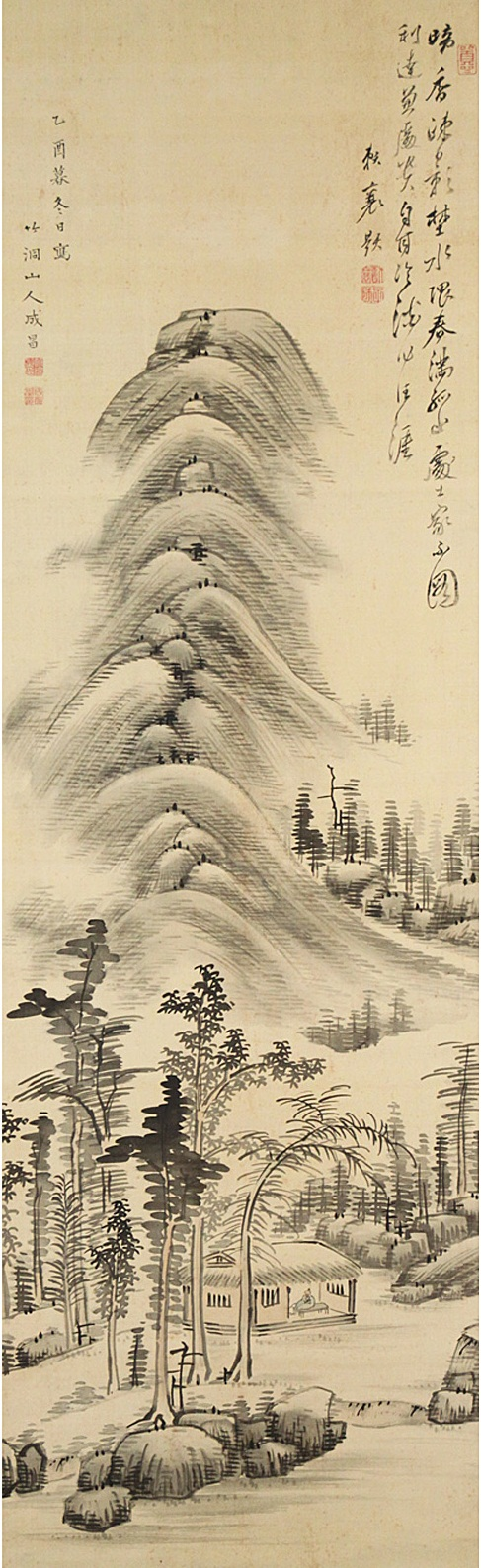
中林竹洞画・頼山陽賛「山水図」1825年

名は成昌（しげまさ）、字を伯明、通称大助。竹洞は画号。別号に融斎・冲澹・大原庵・東山隠士、痴翁などがある。

## 略伝
竹洞は、名古屋の産科医・中林玄棟の子として生まれた。幼い時から画を好み、14歳で沈南蘋風の花鳥画を得意とする絵師・山田宮常に学ぶ。翌年、尾張画壇のパトロンとして知られた豪商・神谷天遊に才覚を見込まれると同家に引き取られ、ひたすら古画の臨模を行って画法を会得した。天遊に連れられ万松寺に出向いたとき李衎（リカン・元代）の「竹石図」を見て深く感銘したことから竹洞の号を授けられたといわれる。このとき弟弟子の山本梅逸は王冕の「墨梅図」に感銘したことからその号を与えられた。19歳の時には絵画をもって生計を立てるにいたった。
享和2年（1802年）、恩人の天遊が病没すると梅逸と共に上洛。寺院などに伝わる古書画の臨模を行い、京都の文人墨客と交流した。天遊の友人・内田蘭著に仕事の依頼を受けて生計を立てた。30代後半には画家として認められ、以後40年にわたり文人画家の重鎮として知られた。墓所は京都市の真正極楽寺（通称 真如堂）にあり、墓碑に「竹洞隠士」とある。竹洞隠士とその西側にある中林家の墓はのちに住居を譲り受けた近隣住人が守っている。住居に掲げてあったサルノコシカケに記した「竹洞庵」の表札は平成まで現存した。
竹洞は『画道金剛杵』（1802）や『文画誘掖』（文政二年〔1819〕刊・弘化二年〔1845〕刊の二版があって内容が異なる）といった画論や画譜を著し、著作は30種類を超える。中国南宗画の臨模を勧め、清逸深遠の趣きを表すべきであると文人としての精神性の重要さを強調している。また室町時代からの画人47人を品等付けし、その上で池大雅を最高位に置いている。
その画風は清代文人画正統派の繊細な表現スタイルを踏し、幕末日本文人画の定型といえる。中国絵画を規範に自らの型を作って作画するため構図や趣向がパターン化し、多作なことも手伝い、変化に乏しくどの作品も似たような印象を受ける。ただし、70年前後から亡くなるまでの最晩年は、筆数が少なくなり、素直に自身の心情を吐露した作品へ変化するのが認められる。
長男・中林竹渓、三女・中林清淑も南画家。門人に大倉笠山、今大路悠山、勾田台嶺、斎藤畸庵、高橋李村、玉井鵞溪、梁川紅蘭がいる。

## 主な作品
| 作品名           | 技法           | 形状・員数     | 寸法（縦x横cm）  | 所有者                           | 年代                 | 落款・印章                                                                       | 備考                                                                                         |
| ---------------- | -------------- | -------------- | ---------------- | -------------------------------- | -------------------- | -------------------------------------------------------------------------------- | -------------------------------------------------------------------------------------------- |
| 山水図押絵貼屏風 | 紙本墨画・著色 | 六曲一双押絵貼 | 130.5x50.5       | 名古屋市博物館                   | 1813年（文化10年）   |                                                                                  | 愛知県指定文化財                                                                             |
| 長楽春望図       |                |                |                  |                                  |                      |                                                                                  |                                                                                              |
| 山水図襖         | 紙本墨画       | 襖4面          | 151.7x82.0（各） | 千葉市美術館                     | 文化期               | 款記「地区堂山人寫」                                                             | 竹洞の襖絵作品としては現存唯一の遺品                                                         |
| 梅図             | 絹本墨画       | 1幅            | 126.0x51.7       | 八幡市立松花堂美術館（向蝶文庫） | 1828年（文政11年）   |                                                                                  |                                                                                              |
| 春景山水図       |                |                |                  |                                  | 1829年（文政12年）   |                                                                                  |                                                                                              |
| 瀑布渓流図       | 絹本墨画       | 1幅            | 155.8x77.7       | クラクフ国立美術館               | 1831年（天保2年）夏  | 款記「辛卯夏日寫／竹洞成昌」/「成昌之印」白文方印・「字伯明」白文方印            |                                                                                              |
| 青緑山水図       | 絹本著色       | 1幅            | 56.3x86.8        | 名古屋市博物館                   | 1835年（天保6年）    | 「天保乙未陽月擬文衡山筆意 中林成昌」/「成昌之印」白文方印・「竹洞山人」朱文方印 |                                                                                              |
| 神洲奇観図       | 絹本著色       |                |                  | 個人                             | 1837年（天保8年）    |                                                                                  |                                                                                              |
| 孔雀図           | 絹本墨画淡彩   | 1幅            | 156.2x79.1       | シアトル美術館                   | 1845年（弘化元年）頃 |                                                                                  |                                                                                              |
| 武陵桃源図       | 絖本著色       | 1幅            | 133.6x50.5       |                                  | 1853年（嘉永6年）    | 無款/「成昌之印」白文方印・「竹洞」白文方印                                      | 絶筆。中林清淑の後賛と箱書によると、本作は未完成で、本図を描いた日に竹洞は亡くなったという。 |

## 著作
- 『画道金剛杵』〔画論〕享和３年
- 『文画誘掖』〔文政版・画論〕　文政２年〔1819〕
- 『文画誘掖』〔弘化版・画論〕　弘化２年〔1845〕[8]
- 『竹洞画論』〔画論〕享和３年
- 『竹洞画稿』〔画譜〕文化９年

## 脚註
1. ↑  李衎「竹石図」は王冕「墨梅図」とともに織田信秀から万松寺に寄進され伝世したもので、明治13年には皇室に献上され現在三の丸尚蔵館に収蔵されている。「皇室の名宝-美と伝統の精華」NHK 1999年
2. ↑  文化10年(1813年)版「平安人物誌」に、上巻（漢の部）「畫」の2番目に初登場する。1番目に鳥羽石隠、3,4番目に浦上玉堂・春琴父子と並称されている。
3. ↑  次の文政5年（1822年）版「平安人物誌」からは「文人画」の項目が作られ、以後竹洞はその冒頭に載せられ続けている。
4. ↑  『笑社論集』（『文画誘掖』解説）文人画研究会、2021年9月26日。
5. ↑  稲墻（2017）pp.84-85。
6. ↑  平山郁夫 小林忠編著 『秘蔵日本美術大観 十 クラクフ国立美術館』講談社、1993年5月25日、第6図。ISBN 4-06-250710-2。
7. ↑  Pair of Peafowl – Results – Search Objects – eMuseum
8. ↑  『笑社論集』（文人画研究会 2021）11～12頁の解説を参照。